# Shou (powiat)
Shou (chiń. upr. 寿县; chiń. trad. 壽縣; pinyin Shòu Xiàn) – powiat w południowej części prefektury miejskiej Huainan w prowincji Anhui w Chińskiej Republice Ludowej. Do 3 lipca 2015 powiat administracyjnie należał do prefektury Lu’an.
Liczba mieszkańców powiatu, w 2018 roku, wynosiła około 1 054 000.